# Tommy Duncan
Tommy Duncan (* 11. Januar 1911 als Thomas Elmer Duncan in Hillsboro, Texas; † 25. Juli 1967) war ein US-amerikanischer Country-Sänger, der in den 1930er Jahren Leadsänger von Bob Wills Texas Playboys Band war und anschließend als Solist und Bandleader wirkte.

## Mitglied der Texas Playboys
Tommy Duncan ersetzte Anfang der 1930er Jahre Milton Brown, der nach Streitigkeiten mit dem Manager und Sponsor W. Lee O’Daniel die Light Crust Doughboys verlassen hatte. Bandleader Bob Wills, der heute als Begründer des Western Swing gilt, castete mehr als 70 Sänger, bevor er sich für Duncan entschied. 1933 wurde Wills von O’Daniel gefeuert. In Texas gründete er eigene Band, die Playboys, aus denen wenig später die Texas Playboys wurden. Duncan schloss sich mit weiteren Doughboys der neuen Formation an. Als Leadsänger prägte sein wohlklingender Bariton über viele Jahre den Sound der Gruppe. Der größte Hit war der 1940 eingespielte Klassiker New San Antonio Rose, das Original „San Antonio Rose“ von 1938 war ein Instrumental ..
Tommy Duncan verließ 1942 die Texas Playboys, um als Freiwilliger am Zweiten Weltkrieg teilzunehmen. Nach Kriegsende schloss er sich erneut Bob Wills an.

## Solokarriere
1948 wurde er vom cholerischen Wills aus der Band gedrängt. Er machte sich daraufhin selbständig und stellte eine eigene Band zusammen, die Western All-Stars. Einige ehemalige Texas Playboys schlossen sich an. Erfolge waren selten, da der Western Swing in diesen Jahren gegenüber dem Honky Tonk massiv an Boden verlor. Am bekanntesten war 1949 der Top-10-Hit Gamblin’ Polka Dot Blues. 1960 tat er sich erneut mit Wills zusammen und veröffentlichte beim Liberty-Label zwei Alben.
Tommy Duncan starb am 25. Juli 1967 an einem Herzinfarkt.

## Diskografie

### Alben
- 1960 – Together Again-Bob Wills & Tommy Duncan (Liberty)
- 1961 – Mr. Words & Mr. Music – Bob Wills & Tommy Duncan (Liberty)
- 1960 – A Living Legend – Bob Wills & Tommy Duncan
- 1963 – Bob Wills Sings And Plays – Bob Wills & Tommy Duncan
- 1967 – Recorded Live From The Riverside Ballroom, Phoenix, Arizona – Tommy Duncan

### Kompilationen
- 1996 – Texas Moon (Bear Family)
- 1996 – Beneath A Neon Star In A Honky Tonk (Bear Family)
- 2008 – Dog House Blues (Jasmine UK #9)